# Hans Grisebach
Hans Grisebach (né le 26 juillet 1848 à Göttingen et mort le 11 mai 1904 à Charlottenbourg ; nom complet Johann Otto Friedrich Julius Grisebach) est un architecte prussien.

## Famille
Hans Grisebach est le fils du botaniste August Grisebach. Son frère est l'écrivain Eduard Grisebach (de). À Wiesbaden, il se marie en 1880 avec Emmy Grisebach, arrière-petite-fille de Georg Friedrich von Briesen (de) à Wengeln, arrondissement de Lüben, en Basse-Silésie. Leur fils est l'historien de l'art August Grisebach (de). Leur fille Eveline Grisebach (1890–1965) épouse le peintre suisse Hermann Huber (de). Leur fille Eleonora Grisebach (1895-1940) épouse l'architecte gouvernemental Günther Wedow (1890-1945). Le deuxième fils de Grisebach, Eduard, décède dans un accident à l'âge de onze ans. L'architecte Helmuth Grisebach (1883–1970) est son neveu.

## Biographie
Hans Grisebach étudie l'architecture à l'école polytechnique d'Hanovre de 1868 à 1873 (interrompu par le service militaire en 1870/71) et est l'élève de Conrad Wilhelm Hase. Avant même de terminer ses études, il travaille à partir de 1872 dans le bureau d'architecture de Hase à Hanovre. Après avoir terminé ses études, il est employé par Friedrich von Schmidt à Vienne de 1873 à 1876. Après avoir voyagé en France, en Espagne, en Italie et à Malte, Grisebach retourne en Empire allemand et s'installe d'abord à Wiesbaden en tant qu'architecte privé et maître d'œuvre. En 1880, il s'installe à Berlin, où il travaille également comme architecte privé et est temporairement assistant de Johannes Otzen à l'Université technologique de Charlottenbourg. La principale phase de création couvre les années 1889 à 1901, au cours desquelles Hans Grisebach travaille en groupe de travail avec l'architecte Georg Dinklage (de). Au cours des dernières années de sa vie, Grisebach, collectionneur de livres enthousiaste depuis sa jeunesse, se consacre presque exclusivement à sa vaste et précieuse bibliothèque.

## Œuvres
Grisebach réalise divers projets dans le style de l'historicisme et de la néo-Renaissance allemande ; il est également appelé « l'architecte de la Sécession berlinoise ». Grisebach conçoit le pavillon de la chimie pour l'Exposition universelle de Chicago de 1893 (Exposition universelle de Colomb) et le pavillon de l'Exposition universelle de Paris de 1900. Le témoignage le plus frappant de son travail à Berlin est la gare surélevée « porte de Silésie » à Berlin-Kreuzberg (1899-1901), qui porte cependant la forte signature de son associé Georg Dinklage (de), avec lequel il travaille en tant que cabinet de 1889 à 1901 et conçoit par exemple l'église Saint-Jean (de) à Giessen et l'église Saint-Pierre (de) à Francfort-sur-le-Main. À Berlin-Charlottenbourg, Fasanenstraße (de) 25, Grisebach construit sa propre maison (Villa Grisebach (de)) en 1891/1892, et à proximité en 1902/1903 la maison de la Fasanenstraße 39 sur la base des idées du constructeur Dr Richard Cleve, qui fait également installer des composants achetés en Hollande dans la façade. Mais le bâtiment le plus célèbre de Grisebach est probablement le « manoir Wiesenstein » à Agnetendorf, en Silésie, la maison de Gerhart Hauptmann, dans laquelle il vit jusqu'à sa mort.
En général, les bâtiments de Grisebach servent de toile de fond à une grande partie de la vie intellectuelle allemande. Gerhart Hauptmann, Gustav Mahler et Richard Strauss se sont rencontrés dans la Villa Neisser (de) de Breslau, construite en 1898 dans le parc Scheitniger pour le célèbre médecin Albert Neisser et son épouse Toni ; Il construit la « Villa Röhl » pour la famille Wahllaender/Gropius - elle reste la résidence d'été de Walter Gropius. Il entretient des liens d'amitié avec Max Liebermann : Grisebach est chargé de rénover la maison Liebermann (de) sur la Pariser Platz et de concevoir la tombe familiale ; Liebermann, pour sa part, contribue aux peintures murales du château de Klink (de), construit par Grisebach et Dinklage près de Waren (Mecklembourg) en 1896-1898 pour Arthur von Schnitzler. Ce château est aujourd'hui un lieu d'excursion bien connu sur la Müritz et est ouvert au public en tant qu'hôtel. Grisebach a déjà travaillé pour un habitant de Cologne lorsqu'il réaménage le manoir de Mielenforst (de) pour l'industriel Paul Andreae (de) en 1882/83. Le manoir est achevé en 1885.

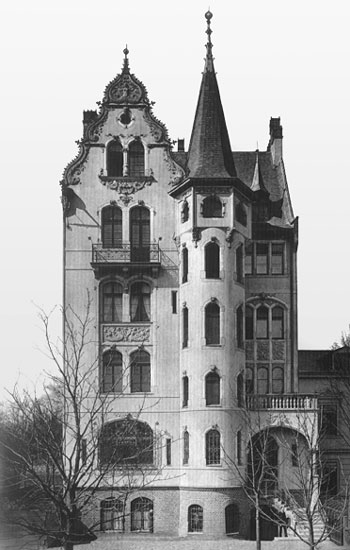
Villa Grisebach, Berlin-Charlottenbourg, Fasanenstrasse 25 (enregistrement historique édité)

Un autre bâtiment de Grisebach est le château de Tremsbüttel (de), situé près de Bargteheide, au nord-est de Hambourg. L'entrepreneur minier de Remscheid , Alfred (Fritz) Hasenclever, fait construire en 1893/1894 ce bâtiment très visible dans le style historiciste pour son épouse Olga, comme cadeau de mariage tardif. Ce bâtiment conserve de nombreux détails et éléments, tant à l'intérieur qu'à l'extérieur, que Grisebach associe au style de l'époque. Comme le château de Klink, Tremsbüttel est utilisé comme hôtel et restaurant et est donc ouvert au public. Il en va de même pour le palais princier héréditaire (de) de Wernigerode, qu'il construit en 1893/1894 pour le compte du comte Otto zu Stolberg-Wernigerode comme résidence pour le président de la chambre comtale Rudolf Grisebach - son cousin. Il conçoit également les projets de l'hôtel « Steinerne Renne (de) », de la villa de l'avocat Hasert am Lindenberg à Wernigerode, construite en 1901, ainsi que de la Villa Russo (de) et de la maison de campagne Weise à Hasserode. L'architecte Julius Graebner (de) travaille également temporairement dans le bureau de Grisebach.